# Indalmus quadripunctatus
Indalmus quadripunctatus là một loài bọ cánh cứng trong họ Endomychidae. Loài này được Ohta miêu tả khoa học năm 1931.